# Clement Claiborne Clay
Clement Claiborne Clay (Huntsville, 1816. december 13. – Gurley, 1882. január 3.) az Amerikai Egyesült Államok szenátora (Alabama, 1853–1861).